# Vriesea macrochlamys
Vriesea macrochlamys är en gräsväxtart som beskrevs av Carl Christian Mez och Karl Carl Wercklé. Vriesea macrochlamys ingår i släktet Vriesea och familjen Bromeliaceae. Inga underarter finns listade i Catalogue of Life.